# غرب زدكي
غرب زدكي (بالفارسیة: غرب‌زدگی) (بالعربية: نزعة التغريب) هو کتاب للکاتب الإيراني جلال آل أحمد والذي نشر في عام 1962مـ في إيران. يعرف جلال آل أحمد نزعة التغريب (غرب زدكي بالفارسي) بأنها مجموعة الأعراض الغربية التي تطرأ على الحياة في جوانبها الثقافة والحضارية والفكرية من دون أن يكون لها أية جذور في التراث أو أي عمق في التاريخ وبدون أن يكون دخولها تدريجياً يسمح بالاستعداد لها.